# 인터넷 포르노그래피
인터넷 포르노그래피(Internet pornography)는 주로 웹사이트, P2P 파일 공유, 유즈넷 뉴스그룹을 통해 인터넷을 경유하여 접근할 수 있는 포르노그래피를 말한다. 1990년대 말 월드 와이드 웹에 대중이 접근할 수 있게 되면서 인터넷 포르노그래피의 성장을 이끌었다.
2015년 연구에 따르면 과거 수십년 간 프르노그래피에 커다란 도약이 발견되었으며 1970년대 ~ 1980년대 사이 태어난 사람들 사이에서 최대 폭으로 증가하였다. 이 연구의 저자들은 이러한 증가가 기존 예측보다 더 작은 편이라고 주장하지만 그래도 꽤 중요하다. 1980년대 이후 태어난 아이들은 처음으로 10대 나이를 기점으로 인터넷에 접근하면서 성장한 아이들이며 인터넷 포르노그래피의 초기 노출과 접근은 주된 증가 동력을 이룰 수 있다.
2018년 기준으로 독립 기업 MindGeek는 수많은 저명한 포르노그래피 웹사이트들을 소유하고 운영하고 있으며, 여기에는 비디오 공유 서비스 폰허브, 레드튜브, 유폰, 성인 영화 제작사 브래저스, 디지털 플레이그라운드, Men.com, 리얼리티 킹스, 션 코디 등이 포함된다.(그러나 xHamster, XVideos를 운영하지는 않는다) 독과점이라는 주장이 있다.

## 같이 보기
- 사이버섹스
- 아마추어 포르노그래피
- 리벤지 포르노
- 섹스팅